# 山高原
山高原（やまたかはら）は、千葉県君津市の地名。丁番を持たない単独町名で、郵便番号は299-1125。

## 地理
市内西部、小糸川の支流である宮下川の最上流域に位置する。
地内は山林が広がり、わずかな平坦地に水田と集落が点在する。また、北西部は採石場となっている。
西から北にかけて小山野、北から東にかけて大山野、南で作木、南西で富津市亀沢とそれぞれ接する（特記ないものは君津市）。

## 歴史

### 沿革
- 江戸時代 - 周淮郡山高原村成立。清水家および旗本萩原氏・窪田氏・志村氏の相給、のち旗本窪田氏領[4]。
- 1873年（明治6年） - 山高原村、千葉県に所属[4]。
- 1889年（明治22年）4月1日 - 町村制施行により周淮郡周南村大字山高原となる[4]。
- 1897年（明治30年）4月1日 - 周南村、郡統合により君津郡所属となる。
- 1954年（昭和29年）3月31日 - 周南村と君津町（初代）・貞元村が合併し君津郡君津町（2代目）が成立、同町の大字となる。
- 1971年（昭和46年）9月1日 - 君津町が市制施行し、君津市となる。

## 世帯数と人口
2020年（令和2年）5月31日現在の世帯数と人口は以下の通りである。
| 大字   | 世帯数 | 人口 |
| ------ | ------ | ---- |
| 山高原 | 13世帯 | 38人 |

## 小・中学校の学区
市立小・中学校に通う場合、学区は以下の通りとなる。
| 番地 | 小学校             | 中学校             |
| ---- | ------------------ | ------------------ |
| 全域 | 君津市立周南小学校 | 君津市立周南中学校 |

## 交通
地内を通る鉄道路線はない。最寄駅はJR内房線佐貫町駅。

### バス
- 君津市コミュニティバス
  - 小糸川循環線 君津グラウンドゴルフ場 - 山高原 - 溝添社宅 - 貞元小前 - 君津駅南口 - 君津市役所 - 君津バスターミナル - 溝添社宅 - 山高原 - 君津グラウンドゴルフ場（循環ルート）

### 道路
地内を通る国道および県道はない。
高速道路
- 館山自動車道
  - 地内東部を南北に通過するが、施設はない（君津PA/SIC - 富津中央IC間）。

## 施設
- 山高原自治会館 - 下記の髙原寺の建物を共用。

## 史跡
- 髙原寺
- 春日神社